# ماریای آراگون
ماریای آراگون (انگلیسی: Maria of Aragon, Queen of Castile) به واسطهٔ ازدواج با جان دوم کاستیل ملکه شد.